# روندون دو بارا
روندون دو بارا بلدية في ولاية بارا في المنطقة الشمالية من البرازيل.